# Gencek, Derebucak
Gencek là một thị trấn thuộc huyện Derebucak, tỉnh Konya, Thổ Nhĩ Kỳ. Dân số thời điểm năm 2011 là 1.434 người.